# Толстый и тонкий
«То́лстый и то́нкий» — сатирический рассказ русского писателя Антона Павловича Чехова, написанный в 1883 году. Впервые был опубликован юмористическим журналом «Осколки» 1 октября 1883 года.

## История создания
Сюжет рассказа «Толстый и тонкий» в его первоначальной редакции основывался на анекдотическом казусе, а конфликт между персонажами возник случайно, из-за невольной оплошности «тонкого».
Редакция 1886 года, будучи в целом текстуально близкой к редакции 1883 года, немногими внесенными изменениями существенно переменила смысл рассказа. Был устранён мотив служебной подчинённости: «тонкий» теперь пресмыкается перед «толстым» без всякой практической надобности — «по рефлексу». Рассказ получил гораздо большую сатирическую заострённость и обобщённость.

## Персонажи
Главные персонажи
- Миша — Толстый
- Порфирий — Тонкий

Второстепенные персонажи
- Луиза — жена Порфирия
- Нафанаил — сын Порфирия

## Описание сюжета
На вокзале Николаевской железной дороги встретились два давних друга, они учились вместе в гимназии. Один из них был толстый, а другой — тонкий. Тонкий только что сошёл с поезда с женой и сыном и с вещами, а толстый только что вышел из буфета. Тонкий Порфирий рассказал толстому Мише, что служит коллежским асессором, его перевели сюда столоначальником по тому же министерству. Жалованье небольшое, но тонкий не унывает, изготавливает портсигары по рублю за штуку, жена даёт уроки музыки. В процессе беседы тонкий несколько раз представляет толстому жену Луизу, урождённую Ванценбах, и сына Нафанаила, гимназиста. На вопрос тонкого толстый отвечает, что дослужился до тайного советника и имеет две звезды. Тонкий тотчас меняет манеру разговора, раболепно обращаясь к своему старому товарищу. Толстому претит этот тон, он просит тонкого обращаться к нему без чинопочитания, но тонкий принимает это за шутку. Раболепие тонкого вызывает отвращение у толстого, он прощается с тонким и уходит.

## В культуре
- Рассказ был экранизирован в 1955 году[2] и в 1977 году в фильме Смешные Люди!
- Памятник героям рассказа установлен в Таганроге 13 мая 2011 года перед музеем «Лавка Чеховых» (скульптор Давид Бегалов)[3].
- Памятник героям рассказа установлен в Южно-Сахалинске, в сквере у Сахалинского международного театрального центра, в 2013 году.
- Часто встречается в познавательной передаче «Кинословарь»[4]